# Fargesia acuticontracta
Fargesia acuticontracta är en gräsart som beskrevs av Tong Pei Yi. Fargesia acuticontracta ingår i släktet bergbambusläktet, och familjen gräs. Inga underarter finns listade i Catalogue of Life.